# Сан Джемини
Сан Джѐмини (на италиански: San Gemini) е градче и община в Централна Италия, провинция Терни, регион Умбрия. Разположено е на 337 m надморска височина. Населението на общината е 5033 души (към 2010 г.).